# 江戸千家
江戸千家 （えどせんけ）は、川上不白に始まる茶道の流派。家元は東京都台東区池之端にあり、同門組織として不白会、関連機関の江戸千家茶の湯研究所がある。また川上不白を祖と仰ぐ流派として、東京都文京区弥生に家元がある江戸千家宗家蓮華庵や杉並区高円寺に家元がある表千家不白流などいくつかの分派がある。

## 歴史
川上不白は、もとは紀伊新宮藩水野家に仕える藩士の次男で、当主水野忠昭の勧めにより、表千家7代如心斎の門に入り茶道で身を立てることになった。折しも京都の三千家では如心斎を中心に一大改革期を迎えており、それを担う高弟の一人として七事式の制定などで活躍することになる。真台子ならびに長盆の伝授を受けた後の寛延3年（1750年）に、不白は江戸に戻ってまず神田駿河台で黙雷庵を営んだ。この折りに深川の豪商冬木家に千利休の遺偈が秘蔵されていることがわかり、不白の交渉により表千家に返納された。翌年（1751年）に如心斎が亡くなると、上京して4年にわたって後事にあたった。宝暦5年（1755年）、再び江戸に帰ると神田明神境内に蓮華庵を営み、大名・豪商から町人や職人に至るまで幅広い層に茶道の手ほどきをしている。安永2年（1773年）に水野家下組屋敷に隠居したが、その後も30年以上にわたって活発に活動を続け、文化4年（1807年）に世を去った。
その後、代々江戸で新宮藩の茶頭や水戸徳川家の茶道師範などを務めていたが、幕末の4代蓮華庵（新柳斎）のときに新宮へ帰った。明治の初めに7代蓮々斎が再び東京に出て池之端に茶家を再興し、江戸千家の中興と称せられる。9代名元庵は病身で、家族や社中も家元を補佐して支えた。このため、名元庵は生前に家元の座を長男に譲り、名心庵宗雪が10代として家元を継承した。しかし、3年後に名元庵が没すると、名元庵の弟不式庵閑雪も10代家元を名乗り、江戸千家宗家蓮華庵を称して独立した。これについて、江戸千家宗家蓮華庵では、「名元庵の没後、宗家はじめ社中有志の相談の結果、皆様の「宗鶴先生（八代一元斎の妻）こそが江戸千家の式正の道統」という多数のご意見によって、宗鶴とともに宗家を支えてきた不式庵閑雪が十代家元を継承することとなりました」と説明し、名心庵は、家督は継承したが、流派は継承していないとしている。両者を区別するために便宜上、江戸千家を「江戸千家（池之端）」、江戸千家宗家蓮華庵を「江戸千家（弥生町）」と呼ぶこともある。江戸千家宗家蓮華庵には財団法人として江戸千家茶道会、同門組織として不白会がある。
川上家浜町派は、不白の高弟の川上宗什が浜町に居を構えたのに始まり、代々久留米藩有馬家の茶道役を務めていた。この流れでは維新後5代蓮心宗順のときの門人に益田孝（鈍翁）・馬越恭平ら当時の数奇者が多い。しかし、6代素蓮宗順のとき、関東大震災によって浜町の住居を焼失してしまい、家元としては一時断絶という形になる。7代蓮舟宗順は東京帝国大学法科大学を卒業後しばらく実業界にあったが、戦後になって高円寺で家元を再興し、このときから表千家不白流と称するようになる。一般財団法人「不白流白和会」がある。
このほか、不白の門人の石塚宗通が代々伝えた流れでは、明治になって岡倉覚三（天心）と交流があったことで有名であり、また同じく不白の門人で川上渭白が伝えた流れには岸田劉生夫人の岸田蓁（しげる）がいて、6代川上渭白と称して江戸千家渭白流を再興した。

## 歴代

### 江戸千家
| 代 | 名       | 称号         | 生没年月日                 | 備考                    |
| -- | -------- | ------------ | -------------------------- | ----------------------- |
| 初 | 川上不白 | 孤峰・黙雷庵 | 1719年3月3日-1807年10月4日 |                         |
| 二 | 川上宗雪 | 自得斎       | 1738年-1822年7月5日        | 初めは宗幸と称した      |
| 三 | 川上宗閑 | 篤身院       | 不詳-1822年12月11日        | 2代自得斎の養子         |
| 四 | 川上不白 | 蓮華庵鶴叟   | 1792年-1869年10月28日      | 2代自得斎の子か         |
| 五 | 川上宗雪 | 円頓         | 不詳-1856年12月22日        |                         |
| 六 | 川上宗雪 | 日々庵鶴叟   | 不詳-1881年5月19日         |                         |
| 七 | 川上不白 | 蓮々斎       | 1846年-1908年8月29日       | 6代宗雪の弟             |
| 八 | 川上不白 | 一元斎       | 1884年-1944年11月26日      | 7代蓮々斎の養子         |
| 九 | 川上宗雪 | 名元庵       | 1920年-1968年3月26日       |                         |
| 十 | 川上宗雪 | 名心庵       | 1946年-                    | 9代名元庵宗雪の子で当代 |

### 江戸千家宗家蓮華庵
| 代   | 名       | 称号                        | 生没年月日                 | 備考                                            |
| ---- | -------- | --------------------------- | -------------------------- | ----------------------------------------------- |
| 初   | 川上不白 | 黙雷庵                      | 1719年3月3日-1807年10月4日 |                                                 |
| 二   | 川上宗幸 | 自得斎                      | 1738年-1822年7月5日        |                                                 |
| 三   | 川上宗閑 | 不白斎                      | 不詳-1822年12月11日        | 2代自得斎の養子                                 |
| 四   | 川上不白 | 新柳斎鶴叟                  | 1792年-1869年10月28日      | 2代自得斎の子か                                 |
| 五   | 川上宗雪 | 圓頓斎                      | 不詳-1856年12月22日        |                                                 |
| 六   | 川上宗雪 | 丁々斎鶴叟                  | 不詳-1881年5月19日         |                                                 |
| 七   | 川上不白 | 蓮々斎千峰                  | 1846年-1908年8月29日       | 6代宗雪の弟                                     |
| 八   | 川上不白 | 一元斎嘯峰                  | 1884年-1944年11月26日      | 7代蓮々斎の養子                                 |
| 九   | 川上宗雪 | 名元庵                      | 1920年-1968年3月26日       |                                                 |
| 十   | 川上不白 | 不式庵 不白堂 蓮華庵 探源斎 | 1930年-                    | 9代名元庵宗雪の弟 2020年隠居。閑雪と称した。    |
| 十一 | 川上閑雪 | 流水斎                      | 1958年-                    | 10代探源斎不白の子で当代 襲名以前は紹雪と称した |

- 1-9代は、江戸千家と同人物であるが、一部で異なった名や称号を使っている。

### 表千家不白流（浜町川上家）
| 世 | 道号・法諱 | 生没年月日                 | 備考                  |
| -- | ---------- | -------------------------- | --------------------- |
| 一 | 不白宗雪   | 1719年3月3日-1807年10月4日 |                       |
| 二 | 宗什       | 1762年-1809年              | 不白の高弟            |
| 三 | 眉山宗寿   | 1779年-1844年              |                       |
| 四 | 仙蹊宗寿   | 1804年-1875年              |                       |
| 五 | 蓮心宗順   | 1838年-1909年              |                       |
| 六 | 素蓮宗順   | 不詳                       | 5世蓮心次女           |
| 七 | 蓮舟宗順   | 1884年-1964年12月1日       | 養子で5世蓮心長女の子 |
| 八 | 宗順       | ?-                         | 7世蓮舟長女の子で当代 |